# Teddy Quinlivan
Theodora Quinlivan, detta Teddy (Shrewsbury, 22 giugno 1994), è una modella statunitense.

## Biografia
Scoperta nel 2015 da Nicolas Ghesquière, direttore creativo di Louis Vuitton, a settembre 2017 Quinlivan ha fatto coming out e si è dichiarata transgender.
Ha sfilato per vari stilisti tra cui Carolina Herrera, Jeremy Scott, Jason Wu, Dior, Louis Vuitton e Saint Laurent.
Nel 2019 Quinlivan è diventata la prima modella transgender ad essere assunta da Chanel. È apparsa sulle copertine delle riviste di moda L'officiel e Eurowoman..
È stata classificata come una delle "Top 50" modelle da models.com.